# Kirsan Ilyumjinov
Kirsan Nikolayevich Ilyumjinov (em russo:  Кирса́н Никола́евич Илюмжи́нов) (Elista, 5 de Abril de 1962) é um milionário calmuco, budista e político da Rússia. Ele foi presidente da República da Calmúquia na Federação Russa de 1993 a 2010 e foi presidente da FIDE, o órgão regulador internacional do xadrez, de 1995 a 2018. Ele também esteve na vanguarda da promoção do xadrez nas escolas em Rússia e no exterior. Ele é o fundador da editora Novy Vzglyad.

## Vida
Aos quatorze anos, tornou-se campeão de xadrez e boxe em sua república, que era então a República Socialista Soviética Autônoma Kalmyk, dentro da União Soviética. Ele foi sargento do Exército Vermelho e se formou em 1989 no Instituto de Relações Internacionais de Moscou. Em 1989, ele começou a dirigir uma empresa de vendas de automóveis russo-japonesa para a Mitsubishi, com a qual se tornou milionário.
Em 1993, concorreu à presidência da Calmúquia dentro da Rússia, cargo que ocupou até 2010. Ilyumzhinov é um homem muito tolerante com os demais cultos religiosos de sua república. Ele promoveu a construção de templos budistas e ortodoxos, sinagogas judaicas, mesquitas muçulmanas e uma catedral católica, esta última resultado de suas conversas em 1993 com o então papa João Paulo II.

## Xadrez
Iliumzhinov foi presidente da Federação Internacional de Xadrez (FIDE) de 1995 a 2018, depois de substituir o enxadrista filipino e cientista político Florencio Campomanes. Ele foi o promotor do projeto "City Chess" em Elista, capital da Calmúquia. Em 11 de agosto de 2014, foi reeleito com 110 votos. O outro candidato, o enxadrista, político e escritor russo Gary Kasparov obteve 61 votos. Ele esteve envolvido em sucessivos escândalos pela gestão corrupta da FIDE e o Tesouro dos EUA o incluiu na lista negra por suas ligações com presidentes como Saddam Hussein, Muammar El-Gaddafi e Bachar Al-Assad, o que criou dificuldades para a FIDE, então não foi candidato nem eleito nas eleições de 2018.

### Autobiografia
Ilyumzhinov chamou sua autobiografia de A Coroa de Espinhos do Presidente. Os títulos dos capítulos incluíam "Sem mim, as pessoas estão incompletas" (uma citação de um conto de Andrei Platonov), "Eu me tornei um milionário" e "Leva apenas duas semanas para matar um homem" - o último sendo sobre os problemas com o aumento da criminalidade em algumas partes da Rússia.

### Menções na literatura
Ilyumzhinov aparece com destaque nestes livros:
- The History of Kalmykia: from Ancient times to Kirsan Ilyumzhinov and Aleksey Orlov, de Justin Corfield. [Capítulo 4: páginas 119–193 é sobre Kirsan Ilyumzhinov. Este é o único livro que se baseia em vários encontros com Kirsan Ilyumzhinov, entrevistas com seu pai, professores e colegas, e também tem uma extensa árvore genealógica dos Ilyumzhinovs.] (ISBN 978-1-876586-29-4).
- Curse of Kirsan: Adventures in the Chess Underworld, de Sarah Hurst (ISBN 1-888690-15-1) (publicado em particular pela Russell Enterprises Inc.).
- The Chess Artist, de J. C. Hallman (ISBN 0-312-27293-6).
- Absurdistan, por Eric Campbell (ISBN 0732279801).
- King's Gambit: A Son, A Father, and the World's Most Dangerous Game, por Paul Hoffman (ISBN 1401300979).
- Novodvorskaya. The last vestal of the revolution, de Yevgeny Dodolev (ISBN 978-5-386-07861-4).[7]